# Арсич, Владимир (футболист)
Влади́мир А́рсич (босн. Vladimir Arsić; 20 апреля 2001, Баня-Лука) — боснийский футболист, защитник одесского «Черноморца».

## Биография
Воспитанник клуба «Борац» (Баня Лука), но за первую команду провёл всего три игры в кубке. Затем играл за другие местные команды ГОШК и «Крупа», а в сезоне 2021/22 был стабильным игроком основы боснийского «Леотара».
Летом 2022 года перешёл в датский «Вайле», где в первом сезоне сыграл 8 матчей и помог команде выйти в Суперлигу. Впрочем, в высшем датском дивизионе не провел ни одной игры до конца года.
В конце января 2024 года стал игроком одесского «Черноморца».